# Telepsykiatri
Telepsykiatri er brugen af telemedicin inden for psykiatrien. Udtrykket anvendes ofte om brugen af telekommunikationsteknologi til psykiatrisk vurdering og pleje, f.eks. via. videokonferencer. Ofte finder telepsykiatriske møder sted hos læger, på klinikker og hospitaler under tilsyn af medarbejdere på stedet, selvom brug i hjemmet bliver mere og mere udbredt. I USA skal tjenesterne være i overensstemmelse med HIPAA- standarderne.

## I Danmark
I Danmark tilbyder Regionerne telepsykiatriske ydelser til borgere over 18 år, der er bosiddende i Danmark. Borgere med nedenstående diagnoser kan modtage behandling:
- Panikangst
- Socialangst
- Enkeltfobier
- Let til moderat depression

I Danmark foregår behandlingen gennem Internetpsykiatrien, der drives af Telepsykiatrisk Center. Behandlingen varer 10-12 uger og foregår i et computerprogram.

## I USA
En af drivkræfterne bag telepsykiatriens vækst i USA, har været en national mangel på psykiatere, især inden for specialområder som børne- og ungdomspsykiatri. Telepsykiatri kan gøre det muligt at færre læger kan betjene flere patienter, ved at udnytte psykiaterens tid bedre. Telepsykiatri kan også gøre det lettere for psykiatere at behandle patienter i landdistrikter, eller områder med få psykiatere, ved at eliminere behovet for rejser. Den mest almindelige måde at få forsikringsdækning for telehealth-tjenester i USA, er ved at indarbejde dækning i Medicare-programmet. Refusion for Medicare-dækkede tjenester skal opfylde føderale krav til effektivitet, økonomi og kvalitet af behandlingen. Siden 1999 er Medicare og Medicaid refusion for alle former for telemedicin-tjenester blevet udvidet og krav til leverandørerne er blevet reduceret, og der er blevet ydet tilskud til støtte for udbredelsen af telemedicin. I 2014 dækkede Center for Medicare (CMS) -telemedicintjenester, herunder telepsykiatri inden for mange områder.

### HIPAA standarderne
HIPAA (Health Insurance Portability and Accountability Act) er en amerikansk føderal lov, der fastlægger sikkerheds- og privatlivsnormer for elektronisk medicinsk informationsudveksling, herunder telemedicinske sundhedsydelser. For at kunne overholde HIPAA-retningslinjerne, udvikler mange udbydere deres egne specialiserede videokonferencetjenester, da fælles forbrugerløsninger fra tredjepart ikke indeholder tilstrækkelige sikkerheds- og privatlivsforanstaltninger. Der er også et stigende antal HIPAA-kompatible teknologier til rådighed for telepsykiatri. 

## I Indien
Indiens store befolkning og relativt lille antal psykiatere, gør telepsykiatriske tjenester til en god mulighed for at udvide adgangen til psykiatrien. Telepsykiatri i Indien er stadig en ung industri, men den vokser gradvist under ledelse af institutter som Postgraduate Institute of Medical Education and Research i Chandigarh  og Schizophrenia Research Foundation i Chennai . 